# Wie betaalt de veerman?
Wie betaalt de veerman? (Engelse titel: Who Pays the Ferryman?) was een Britse televisieserie van de BBC die in 1977 werd uitgezonden. De achtdelige serie werd geschreven door Michael Bird en geproduceerd en geregisseerd door William Slater. Gefilmd werd in het vissersdorpje Elounda op het Griekse eiland Kreta. De serie kwam in 1978 op de Nederlandse televisie en is ook op dvd verschenen. 
De titelsong, gecomponeerd door Yannis Markopoulos, haalde de tiende plaats in de Nederlandse Top 40.

## Titel
De titel verwijst naar de oude Griekse mythe waarin de grens tussen de bewoonde wereld en de onderwereld (Hades) gevormd wordt door de rivier de Styx. De zielen van de overledenen passeren deze rivier met behulp van een veerman, Charon. Om de veerman te betalen worden er munten op de ogen van de overledene gelegd. De vraag in de titel verwijst dus naar betrokkenheid van iemand bij de dood van een ander.

## Verhaal
Alan Haldane was een Engelse zakenman in de scheepvaartindustrie. Onder druk van zijn broer werd zijn bedrijf verkocht en besloot hij na dertig jaar terug te keren naar Kreta. Tijdens de Tweede Wereldoorlog stond hij op het eiland bekend onder de naam Leandros en vocht hij in het verzet (Andartes). Hij gaat op zoek naar zijn geliefde van vroeger, Melina. Hij ontmoet een knappe vrouw Annika en beiden zijn meteen tot elkaar aangetrokken. Leandros bezoekt zijn oude strijdmakker Babis die nogal koel tegen hem doet omdat hij Melina heeft laten zitten. Leandros vertelt echter dat hij haar drie brieven heeft geschreven, maar nooit antwoord kreeg en daardoor verder was gegaan met zijn leven. Hij trouwde, maar zijn vrouw overleed enkele jaren eerder. Babis zei dat Melina zijn brieven nooit gekregen had en dat zij er zelf ook één stuurde, maar die had Leandros ook niet gehad. Babis vertelde dat Melina zwanger was van Leandros en dat ze halsoverkop met een andere strijdmakker van hun, Stelios, trouwde. Stelios kwam in 1949 om het leven en Melina zelf stierf vier jaar geleden.
Leandros wilde zijn dochter, Elena, leren kennen en Babis stelde zijn buitenverblijf in Elounda ter beschikking aan Leandros. Elena baatte een taverna uit in Elounda en Leandros werd al snel bevriend met haar en haar man Nikos en was ook erg gesteld op hun zoontje, Alexis, zijn kleinzoon. Annika bleek de zuster van Melina te zijn en kwam ook geregeld naar de taverna.
Toen Annika's moeder Katharina Matakis hoorde dat Leandros terug op Kreta was besloot ze om wraak te nemen. Katharina had iets tegen alle mensen die niet van Kreta afkomstig waren. Ze huurde Matheos Noukakis in om Leandros te dwarsbomen. Matheos was verliefd op Annika, maar zij moest niets van hem weten. Eerst probeerde hij Leandros' vroegere vriendin Lorna Mathews naar Kreta te halen door haar een vals telegram te sturen. Lorna kwam, maar Leandros kon haar afwimpelen. Daarna haalde Matheos het huis van Leandros overhoop en stak zijn kaïk in brand. Als laatste besloot hij om de remmen van de auto van Leandros te saboteren. Leandros en Annika vierden met Babis, Elena, Nikos en Alexis hun overeenkomst om de taverna uit te bouwen in de bergen bij Annika's huis. Toen Nikos met zijn gezin wilde terugkeren naar Elounda startte zijn auto niet. Leandros bood zijn auto aan en voor ze vertrokken vertelde Elena dat ze blij was Leandros te kennen en hoewel ze haar vader nooit echt gekend had ze nu vaak aan hem moest denken en dat ze met Leandros nu het gevoel had een vader te hebben. Op weg naar huis raakte de auto van Leandros van de weg en Nikos, Elena en Alexis lieten alle drie het leven.
Leandros was er kapot van dat zijn nieuwe gezin er niet meer was. Annika ging samen met Babis naar haar moeder om het droeve nieuws te melden. Zij en Matheos, die bij haar was, dachten dat Annika de dood van Leandros kwam melden. Toen ze hoorde dat haar kleindochter en achterkleinzoon dood waren stond ze op, vervloekte ze Matheos en kreeg daarop een beroerte. Matheos vluchtte en al snel werd duidelijk dat hij de dader was. Samen met zijn broer Ioannis vluchtte hij de bergen in, gevolgd door Leandros. Ook Babis en de andere leden van de Andartes schoten hem te hulp toen Matheos hun vroegere strijdmakker Georgios neergeschoten had. De majoor van de politie van Kreta hield hen echter tegen omdat gerechtigheid moest geschieden en anarchie niet de overhand mocht krijgen. Intussen ontdekte Annika in een kistje in het bureau van haar moeder de brieven van Leandros aan Melina en besefte zij dat haar moeder het brein achter de hele opzet was. Katharina lag in bed en kon niet meer bewegen, enkel naar voren staren, maar ze hoorde wel alles. Annika spuwde haar gal en verweet haar moeder alles wat er gebeurd was. Net voor ze wegging zette ze een foto van Elena met haar gezin in het zicht van Katharina en zei tegen de verpleegster dat ze die foto nooit mocht verplaatsen. Leandros was intussen bij Matheos en Ioannis geraakt en kon Ionannis neerschieten. Toen Matheos Leandros wilde neerschieten werd hij zelf neergeschoten door de majoor. De serie eindigde met Leandros en Annika die bij elkaar zaten.

## Bezetting
| Acteur           | Personage             |
| ---------------- | --------------------- |
| Jack Hedley      | Alan Haldane/Leandros |
| Betty Arvaniti   | Annika Zeferis        |
| Takis Emmanuel   | Matheos Noukakis      |
| Neil McCarthy    | Babis Spiridakis      |
| Patience Collier | Katharina Matakis     |
| Nikos Verlekis   | Nikos Vassilakis      |
| Mairi Sokali     | Elena Vassilakis      |
| Alexis Sergis    | Alexis Vassilakis     |
| Stefan Gryff     | Majoor                |

## Afleveringen
1. Terug naar gisteren (Return to Yesterday)
2. Men spreekt over Alexander (Some Talk of Alexander)
3. De lange schaduw (The Long Shadow)
4. Laat een dode mijn kruis dragen (A Dead Man to Carry My Cross)
5. Ontvang het licht (Receive the Light)
6. De waterput (The Well)
7. Een rivier die men kan oversteken (A River to Cross)
8. De dochters van Themis (The Daughters of Themis)